# Paleopoliploidia

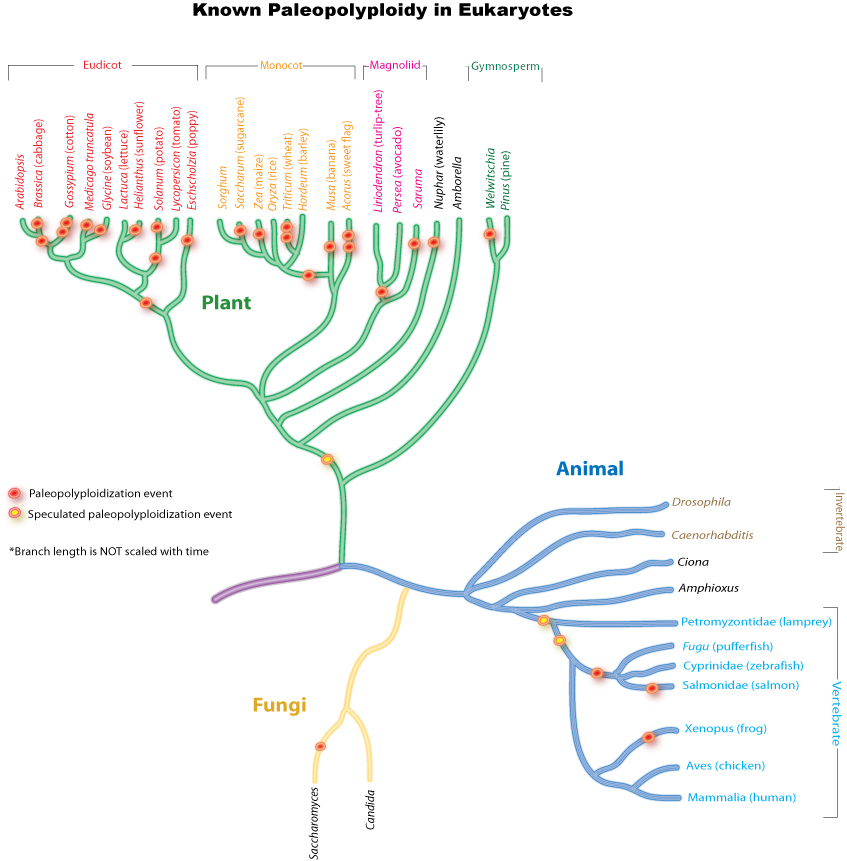
A paleopoliploidia em eucariotas (adptado de Wolfe (2001).

Paleopoliploidia refere um qualquer acontecimento de poliploidia ancestral que tenha ocorrido há milhões de anos após uma duplicação completa do genoma por autopoliploidia ou alopoliploidia. Esta duplicação do genoma resulta num organismo com 4n ou mais conjuntos de cromossomas.

## Descrição
Este estado é transitório porque, devido à redundância funcional dos genes, os genes homólogos são rapidamente extintos ou massivamente eliminados pelo fenómeno de fracionamento do genoma. A maioria dos genomas paleoplóides perderam esta poliploidia aparente através da perda de genes redundantes. Este processo é designado por diploidização. 
Para além disso, os genes onólogos divergem através da acumulação de mutações que resultam em subfuncionalização ou neofuncionalização. A investigação atual está a tentar determinar se esta perda de genes é aleatória ou tendenciosa.. 
Por exemplo, hoje em dia, a levedura-de-padeiro Saccharomyces cerevisiae, Arabidopsis thaliana e os peixes teleósteos são organismos diplóides, embora no decurso da sua evolução tenham sofrido uma ou mais duplicações completas do genoma. São, portanto, paleopoliploides.